# Virgem da Lapa

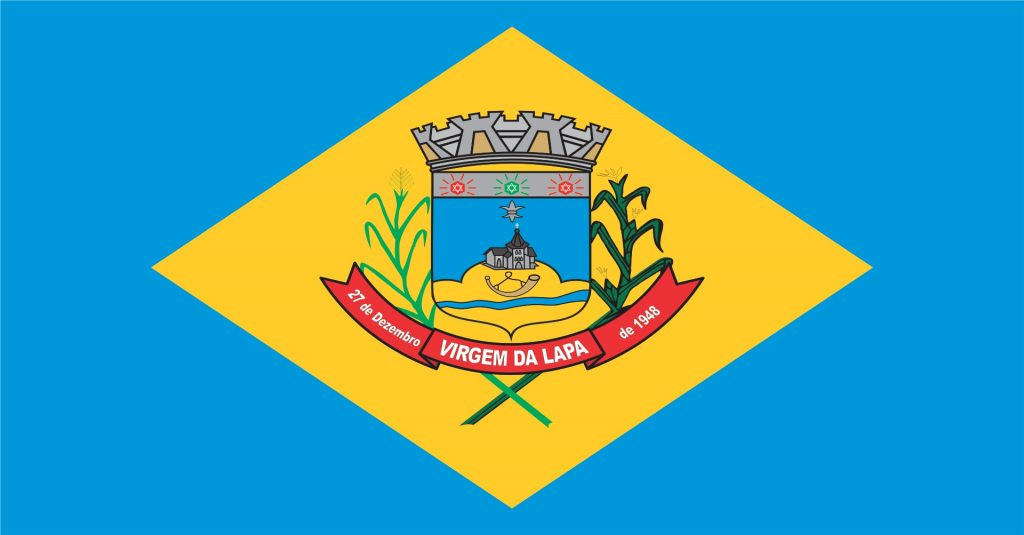
Blason de Virgem da Lapa (Minas Gerais)

Virgem da Lapa est une municipalité brésilienne de l'État du Minas Gerais et la microrégion d'Araçuaí.